# Beurré de Ghélin
Beurré de Ghélin est une variété de poire obtenue en Belgique.

## Origine

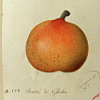
Beurré de Ghélin.

Cette poire a été obtenue de semis par M. Fontaine de Ghélin, dans le Hainaut (Belgique), qui en a cédé la propriété à  M. A. Vershafelt, éditeur et propagateur.
Ne pas confondre avec la poire Fontaine de Ghélin.

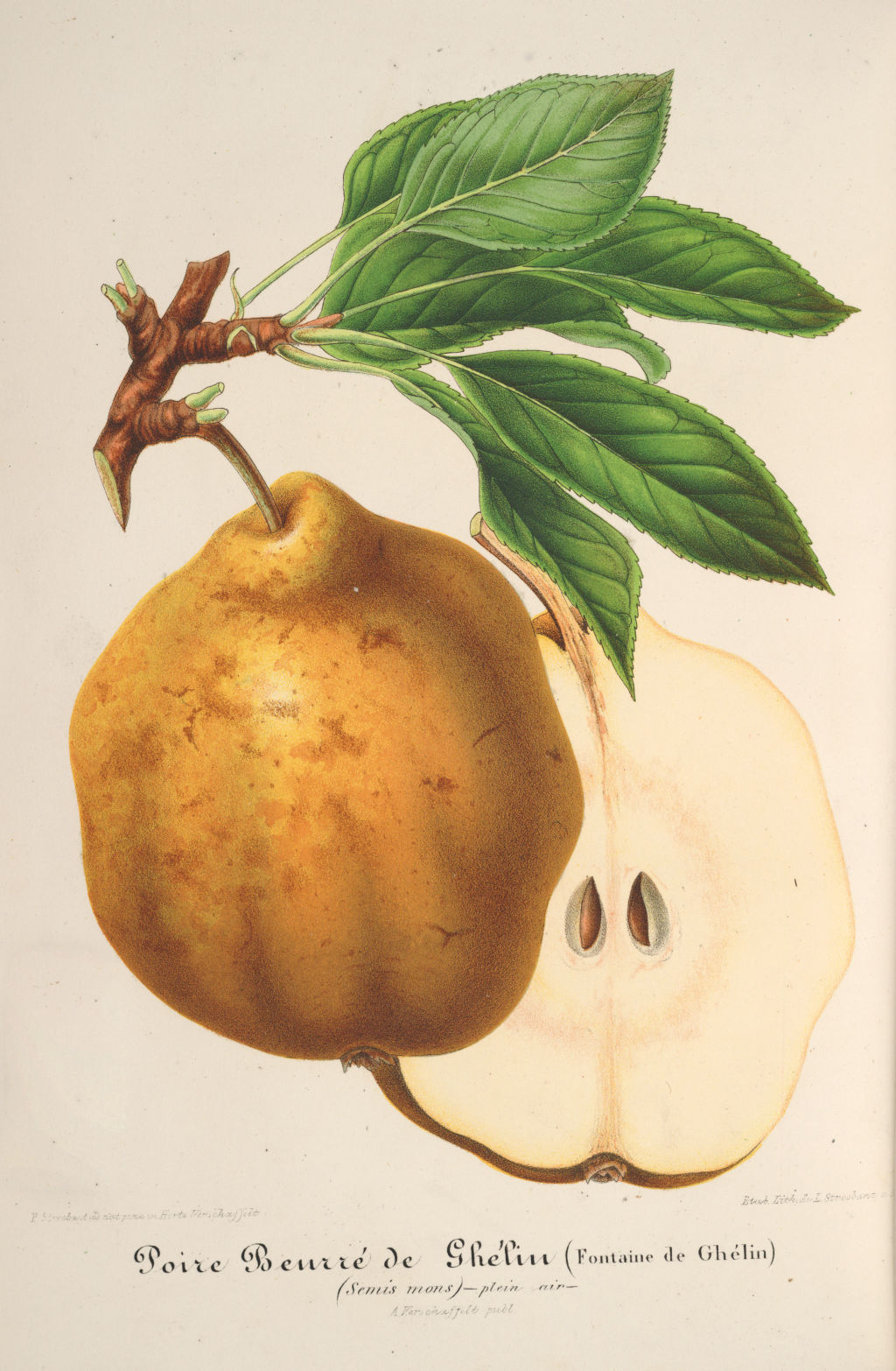
Fontaine de Ghélin.

## Description

### Description de l'arbre
Bois : 
Rameaux : 
Yeux : 
Feuilles : 

### Description du fruit
Forme : C'est un fruit irrégulièrement arrondi, gibbeux, légèrement contracté à la base laquelle est légèrement concave à l'insertion du pédoncule.
Pédoncule : 
Œil : peu enfoncé au sommet.
Peau : jaune pâle mais presque recouverte de brun pâle et maculée de plus foncé.
Chair : blanc jaunâtre, très sucrée, très juteuse, fondante et d'une saveur parfumée.
Eau : 

### Maturité
Du 15 au 30 novembre. Conservation jusqu'en janvier.